# Mua besoj më shpëtoj portreti
Mua besoj më shpëtoj portreti (international: I believe the portrait saved me) ist ein kosovarisch-niederländischer Dokumentarfilm von Alban Muja aus dem Jahr 2025.

## Inhalt
Während des Kosovokrieges wurde der kosovarische Künstler Skender Muja aus seinem Heimatort Mitrovica verschleppt. In einer ehemaligen Schule, zum Gefangenenlager umfunktioniert, zeichnete er ein Porträt eines serbischen Offiziers. Heute glaubt er, die Zeichnung habe ihm damals das Leben gerettet.

## Produktion
Der Regisseur Alban Muja (* 1980) ist ein kosovarischer Künstler und studierte an der Universität Prishtina. Seit 2009 stellt er in verschiedenen Ländern aus. So vertrat er auf der Biennale di Venezia 2019 den Kosovo. Zu seinen Werken gehören neben Zeichnungen auch Videoinstallationen.
Der Film feierte am 16. Februar auf der Berlinale 2025 in der Sektion Forum Expanded Premiere.

## Rezeption
Premierminister Albin Kurti gratulierte Regisseur Muja für die Nominierung zur Berlinale und lobte die kosovarische Filmindustrie.